# Gracinha Leporace
Gracinha Leporace (Rio de Janeiro, 20 de janeiro de 1949) é uma cantora brasileira.
Apareceu na cena musical brasileira em 1965 integrando o Grupo Manifesto, um grupo vocal e instrumental formado entre outros por Guttemberg Guarabyra, Fernando Leporace, seu irmão, Guto Graça Mello e Mariozinho Rocha. Com o Manifesto, em 1967 Gracinha foi eleita a melhor intérprete com ""Canção de esperar você", de seu irmão Fernando, e venceu a fase nacional do II Festival Internacional da Canção, com a música "Margarida", de Guarabira, cantada pelo Manifesto, do qual também fazia parte. Na fase internacional, os brasileiros ficaram em terceiro lugar e neste mesmo ano lançaram seu primeiro álbum, Manifesto Musical.
Em 1968, Gracinha lançou seu único disco solo, Gracinha Leporace, com composições de Edu Lobo, Vinicius de Moraes, Tom Jobim e Carlinhos Lyra. No ano seguinte, ela conheceu Sérgio Mendes, líder do Sergio Mendes & Brazil 66, que fazia então grande sucesso nos Estados Unidos e em todo mundo, e que criou o Grupo Bossa Rio, todo com integrantes brasileiros, para fazer uma grande turnê mundial. Com Sérgio, Gracinha apresentou-se no MIDEM (Marché International du Disque et de l'Edition Musicale), na França, no Japão e gravou mais dois discos. 
O relacionamento com Sérgio Mendes tornou-se afetivo e os dois casaram-se, indo Gracinha viver nos Estados Unidos a partir de 1970, onde ela substituiu Lani Hall, a vocalista norte-americana do Brazil 66, na banda do marido. Desde então, ela tem participado das gravações e shows das diversas formações do grupo de Sergio Mendes, inclusive gravando os vocais do último grande sucesso mundial do grupo, uma nova versão de Mas Que Nada, de Jorge Ben, junto com o grupo norte-americano Black Eyed Peas, para o último CD de Sérgio Mendes, Timeless.